# 官田 (大字)
官田，原稱為官佃，是臺灣臺南市官田區的一個傳統地域名稱，位於該區中部。相較於今日行政區，其範圍大致為官田里西南大半部、渡拔里北部邊界地帶中央一小段。
本地區境內主要聚落為官田，聚落旁設有官田國小。另外陽明工商位於本地區西北部，西拉雅國家風景區管理處（官田遊客中心）位於本地區中部。

## 歷史
台灣日治初期，官田地區為一街庄，稱為「官佃庄」（舊制街庄），隸屬於赤山堡。該庄昔日北邊西段與角秀庄為鄰，北邊東段及東邊北段與中脇庄為鄰，北邊南段及南邊東段隔官田溪與社仔庄、番仔渡頭庄為界，南邊西段為拔仔林庄，西邊為番仔田庄。
1901年（日治明治三十四年）11月11日，全台廢縣廳改設二十廳，該庄隸屬於鹽水港廳。1904年（明治三十七年）4月1日，該庄編入「官佃區」，隸屬於鹽水港廳。1906年（明治三十九年）4月1日，鹽水港廳內管轄區域調整，該庄仍隸屬於「官佃區」。1909年（明治四十二年）10月25日，全台合併二十廳為十二廳，官佃區改隸屬於臺南廳。1920年（大正九年）10月1日，全台地方制度大改正，廢十二廳改設五州二廳，該庄改制並雅化為「官田」大字，隸屬於臺南州曾文郡官田庄（新制街庄）。
戰後官田庄改制為官田鄉，隸屬於臺南縣，大字亦改制為村。1950年（民國39年）10月25日，雲、嘉、南分治，官田鄉仍隸屬於臺南縣。2010年（民國99年）12月25日，臺南縣、市合併為直轄臺南市，官田鄉改制為官田區，村亦改制為里。

## 聚落
本地區發展較早的聚落為官佃（官田），在日治期初期的官方地圖上已有記載。

## 交通
省道台1線又稱「縱貫公路」，是臺北至楓港的傳統平面幹道，經過本地區新中聚落。由該道路北行可前往隆田市區、六甲區、柳營區、新營區等地，南行可前往善化區、新市區、永康區、東區等地。
市道165號是後庄至官田的道路，經過本地區主聚落北郊。由該道路北行可前往六甲區、柳營區東部、東山區、白河區、嘉義縣水上鄉東部、中埔鄉西部下六地區的後庄聚落，並止於省道台18線路口；西行可前往番子田地區東部邊界地帶，並止於省道台1線路口。
區道南64線是瓦窯至官田的道路，其東側端點（終點）位於本地區中西部的省道台1線路口。
區道南113線是二鎮至廳太的道路，其南側端點（終點）位於本地區西北部的市道165號路口。
區道南117線是嘉南至官田的道路，其南側端點（終點）位於本地區中南部的省道台1線路口。
區道南119線是中協至頭社的道路，經過本地區東端。
區道南120線是官田至社子的道路，其西側端點（起點）位於本地區中部偏西南的省道台1線路口，由此向東會經過本地區主聚落。

## 學校
- 陽明工商
- 官田國小

## 警政
- 臺南市政府警察局麻豆分局官鎮派出所

## 景點
- 西拉雅國家風景區管理處（官田遊客中心）